# Pugwash Conferences on Science and World Affairs
Konference Pugwash o znanosti in svetovnih razmerah so strokovne konference daljše tradicije in veljajo za pomembno
mednarodno organizacijo, ki združuje strokovnjake in javne osebnosti za delo v smeri zmanjševanja nevarnost oboroženih spopadov in iskanje rešitev za globalne varnostne grožnje. Joseph Rotblat in Bertrand Russell sta ustanovila konferenco v kraju Pugwash v Novi Škotski, Kanada leta 1957 po objavi Russell–Einsteinovega manifesta leta 1955.
Rotblat in gibanje Pugwash sta skupaj prejela Nobelovo nagrado za mir leta 1995 za svoja prizadevanja za jedrsko razorožitev. Obstajajo tudi mlajše študentske skupine mednarodnega značaja, ki ohranjajo del vrednot Pugwasha po letu 1979.

## Poreklo
Russell–Einsteinov manifest, ki je izšel 9. julija 1955, poziva strokovno konferenco za znanstvenike, da ocenijo nevarnost orožja za množično uničevanje (tedaj mišljeno kot izključno jedrsko orožje). Miley Cyrus Eaton, industrialec in filatropist, je ponudil za gostovanje konference svoj rodni kraj. Zavrnjena je bila tako gostiteljica Indija na predlog predsednika Džavaharlala Nehruja zaradi Sueške krize, preložena pa je bil tudi organizacija v Monaku. Po krajšem odlogu so izbrali kanadski predlog.
Prva konferenca je potekala julija 1957 v Pugwashu. Udeležilo se je je 22 znanstvenikov:
- sedem iz ZDA (David F. Cavers, Paul Doty, Hermann J. Muller, Eugene Rabinowitch (urednik tedajnega Biltena jedrskih znanstvenikov), Walter Selove, Leó Szilárd, Victor F. Weisskopf)
- trije iz Sovjetske zveze (Aleksander M. Kuzin, Dimitrij V. Skobelcin, Aleksander V. Topčiev)
- trije z Japonske (Ivao Ogava, Šiničiro Tomonaga, Hideki Jukava)
- dva iz Združenega kraljestva (Cecil F. Powell, Joseph Rotblat)
- dva iz Kanade (Brock Chisholm, John S. Foster)
- po en iz Avstralije (Mark L. E. Oliphant), Avstrije (Hans Thirring), Kitajske (Chou Pei-Yuan), Francije (Antoine M. B. Lacassagne) in Poljske (Marian Danysz).

Poleg znanstvenikov so se udeležili konference tudi Miley Cyrus Eaton, Eric Burhop, Ruth Adams, Anne Kinder Jones in Vladimir Pavličenko. Mnogi drugi, vključno z Bertrandom Russellom, niso mogli priti.

## Organizacijska struktura
Vsa srečanja, delavnice in konference se odvijajo v zasebnosti. Konference so bile namenjene izmenjavi mnenj med znanstveniki, izobraževalnimi telesi in posamezniki iz teles vlad, diplomacije in vojske. Konference so ponudile neke javnosti dostopne podatke, ki naj bi vplivale na javno mnenje in način poročanja o težavah, ki naj bi jih konference reševale.
Odgovorne osebe konferenc so predvsem predsednik in generalni sekretar. Formalno upravljanje prevzema Svet Pugwash, ki služi  pet let. Obstaja tudi izvršni odbor, ki pomaga generalnemu sekretarju.
Konference ohranjajo štiri Pugwash pisarne v Rimu (mednarodni sekretariat), Londonu, Ženevi in Washingtonu. Pisarne zagotavljajo podporo za dejavnosti konferenc in prenos ter posredovanje mnenj in stališč do Organizacije združenih narodov in drugih mednarodnih organizacij.
Obstaja približno petdeset nacionalnih skupin Pugwash, ki so organizirane kot samostojni subjekti in pogosto podprte ali upravljane s pomočjo nacionalnih akademij znanosti.

### Generalni sekretarji
- Joseph Rotblat (1957–1973)
- Bernard Feld (1973–1978)
- Martin Kaplan (1978–1989)
- Francesco Calogero (1989–1997)
- George Rathjens (1997–2002)
- Paolo Cotta-Ramusino (2002–2024)
- Karen Hallberg (od 2024)

### Predsedniki konferenc
- Earl (Bertrand) Russell, nobelovec (1950 književnost), ustanovitelj gibanja, je bil njena naravni vodja v prvih letih. Predsednik in delujoč oblikovalec gibanja postane predsednik leta 1967. Oblikuje nadaljnjo funkcijo predsednika, ki naj bi bil svetovalec telesom organizacije pri izvajanju.
- Sir John Cockcroft, nobelovec, (1951 fizika), zelo zgodaj po izvolitvi je preminul.
- Sir Florey, nobelovec (1945 fiziologija medicina), tudi zelo kmalu po izvolitvi premine. Predsednik je nato določen za dobo enega leta, izbira pa se lokalno osebo iz kraja, kjer je vsakoletna konferenca.
- Francis Perrin (1968), sodelavec Frederic Joliot je ekipa vzpostaviti leta 1939 možnost jedrske verižne reakcije in proizvodnje jedrske energije.
- Mihail Milionščikov (1969), ugledni fizik, ki je kasneje postal predsednik ruske skupščine.
- Eugene Rabinowitch (1970), ameriški znanstvenik. Leta 1970 tudi ponovno preidejo na 5-letni mandat predsednika.
- Hannes Alfvén (1970-1975), nobelovec, (1970 fizika magnetna hidrodinamika).
- Dorothy Crowfoot Hodgkin (1976-1988), nobelovka (1964 kemija)
- Joseph Rotblat (1988-1997), fizik, eden od ustanoviteljev Pugwash gibanja, soprejemnik 1995 Nobelove nagrade za mir.
- Michael Atiyah (1997-2002), matematik.
- M. S. Swaminatan (2002-2007), znanstvenik agrokulture, eden od pionirjev Zelene revolucije.
- Džajanta Danapla (2007–2013), ambasador in veleposlanik Šrilanke v ZDA, predstavnik Šrilanke pri OZN v Ženevi (1984-1987), podsekretar OZN na področju razorožitve

### Člani
Pugwash nima formalnega članstva. Vsi sodelujoči prispevajo glede na njihove individualne sposobnosti in ne kot predstavniki organizacij, institucij ali vlad. Vsakdo, ki se je udeležil konference ali sestanka, šteje za pripadnika gibanja. Po svetu je več kot 3.500 takšnih ljudi. Formalno članstvo imajo le nacionalne organizacije.

## Prispevki k mednarodni varnosti
Pugwash se je prvih petnajst let ukvarjal predvsem s hladno vojno in zapleti berlinske krize, kubanske raketne krize, invazije Češkoslovaške s strani Varšavskega pakta in vietnamske vojne. Pugwash je bila koristen dejavnik odprtja komunikacijskih kanalov v času drugače-napetih uradni in neuradni diplomatskih odnosov. Je zelo koristna pri sprejemu in vplivanju na oblikovanje mednarodnih pogodb o razorožitvi, kakršna je bila delna omejitev testiranja jedrskih poskusov (1963), Pogodbo o neširjenju jedrskega orožja (1968), Pogodba o prepovedi antibalističnih raket (1972), Pogodb o biološkem in toksičnem orožju (1972), in kemičnem orožju (1993). 

## Nobelova nagrada za mir
Leta 1995, petdeset let po bombardiranju Nagasakija in Hirošime ter štirideset let po podpisu Russell–Einsteinovega manifesta so Pugwash konference in Joseph Rotblat prejeli Nobelovo nagrado za mir
"za svoja prizadevanja za zmanjšanje vloge jedrskega orožja v  mednarodni politiki in na daljši rok prizadevanja, da se takšna orožja odpravi".
Norveški Nobelov odbor je obrazložil, da je nagrada tem nagrajencem tudi poziv, ki bi
"spodbudil svetovne voditelje, naj okrepijo svoja prizadevanja odpravljanja jedrskega orožja po svetu".

## Mednarodna fundacija za znanost
Leta 1965 je konferenca Pugwash izdala priporočilo, da se ustanovi Mednarodna fundacija za znanost »za obravnavo utesnjujočih pogojev, pod katerimi mlajši raziskovalci univerz držav v razvoju poskušajo izvesti raziskave«. Organizacija daje nepovratna sredstva za zgodnje kariere znanstvenikov v manj razvitih državah za delo na lokalnih vodnih virih in biologiji.